# Rožňavské Bystré
Rožňavské Bystré és un poble i municipi d'Eslovàquia. Es troba a la regió de Košice, a l'est del país.

## Història
La primera referència escrita de la vila data del 1318.

## Demografia
| Godina             | 1994 | 2004   | 2014   | 2024    |
| ------------------ | ---- | ------ | ------ | ------- |
| Nombre de persones | 568  | 582    | 632    | 551     |
| Diferència         |      | +2,46% | +8,59% | −12,81% |

| Godina             | 2023 | 2024   |
| ------------------ | ---- | ------ |
| Nombre de persones | 563  | 551    |
| Diferència         |      | −2,13% |